# 코리아컵 라운드 최우수선수
FA컵 라운드 최우수선수는 FA컵의 특성을 반영해 각 라운드별 최우수선수에게 수여하는 상이며, 2009년에 신설되었다. 
경기마다 파견되는 경기감독관이 해당 경기 최고 수훈 선수를 선정한 뒤, 최종 1명을 선발해 최고 선수로 선정한다.
최우수선수로 선정된 선수에게는 소정의 상금과 하나은행에서 제공하는 트로피가 전달된다. 
FA컵 라운드 최우수선수의 첫번째 수상자는 5월 13일 열린 FA컵 32강전에서는 부산교통공사전에서 3골-1도움을 기록한 성남 일화 천마 소속의 모따다.

## 2017
| 라운드   | 선수   | 구단            | 비고 |
| -------- | ------ | --------------- | ---- |
| 1라운드  | 김재호 | 서울중랑축구단  |      |
| 2라운드  |        |                 |      |
| 3라운드  | 김찬희 | 포천 시민축구단 |      |
| 32강전   | 최승인 | 부산 아이파크   |      |
| 16강전   |        |                 |      |
| 8강전    | 정훈성 | 목포시청        |      |
| 준결승전 |        |                 |      |
| 결승전   | 김용대 | 울산 현대       |      |

## 같이 보기
- 코리아컵
- 코리아컵 득점상
- K리그 최우수선수상
- 대한축구협회